# 오멘 3 - 심판의 날
오멘 3 - 심판의 날(The Final Conflict)은 미국에서 제작된 그레이엄 베이커 감독의 1981년 공포, 스릴러 영화이다. 샘 닐 등이 주연으로 출연하였고 하비 번하드 등이 제작에 참여하였다.

## 출연

### 주연
- 샘 닐
- 로사노 브라지
- 돈 고돈
- 리사 해로우
- 바너비 홈
- 메이슨 애덤스

### 조연
- 로버트 아든
- 르윈 윌로프비
- 마크 보일
- 밀로스 커렉
- 토미 듀건
- 루이스 마호니
- 리처드 올드필드
- 토니 보걸

## 제작진
- 원조: 데이비드 셀처
- 프로듀서: 브라이언 D. 버제스
- 조연출: 더스티 시먼즈
- 미술: 허버트 웨스트브룩
- 미술: 마틴 앳킨슨
- 배역: 모드 스펙터

## 한국어 더빙 성우진(SBS, 1995년 7월 30일)
- 엄주환 - 데미안 (샘 닐)
- 이강식 - 드칼로 신부 (로사노 브라지)
- 김태연 - 딘 (돈 고돈)
- 손정아 - 케이트 (리사 해로우)
- 황정란 - 피터 (바너비 홈)
- 정기항
- 탁원제
- 김새영
- 김창주
- 신흥철
- 유동현
- 박홍식
- 문일옥